# Ion Bălăceanu
Ion Bălăceanu (n. 25 ianuarie 1828, București, Țara Românească – d. 22 decembrie 1914, Nisa, Franța) a fost un politician și ministru de externe român, bunicul patern al lui Constantin Bălăceanu-Stolnici. Ion Bălăceanu a fost primul diplomat român căruia i-a fost recunoscut statutul de ambasador (reprezentant al unui stat suveran), la 11 septembrie 1878, de către Austro-Ungaria.

## Biografie
Personaj al cărui rol de formare a statului român modern este devansat de cel deținut pe tărâmul diplomației românești în vremea cuceririi și consolidării independenței naționale, Ion Bălăceanu a urmat în viață un drum sinuos, jalonat de netăgăduite sentimente patriotice, dar și de ambiția propriei deveniri, tributară mediului din care provenea și de care nu s-a putut decât rare ori desprinde.
A fost fiul natural al fostului domn Alexandru Dimitrie Ghica (1834-1842) și al Mariei Al. Văcărescu, căsătorită cu Constantin Bălăceanu. Pe lângă acest fiu, familia Bălăceanu mai avea încă cinci fiice: Maria, Zoe, Frosa și Sultana.
Părintele său, Constantin Bălăceanu, a fost mare hatman și membru al Divanului judecătoresc (1836), mare vornic ajuns Ministrul cultelor și instrucțiunii (publice) în 1838, președinte al Eforiei Spitalelor Civile în 1840 și Ministru al Justiției în 1856, fiind apreciat în epocă ca o adevărată nulitate, ceea ce nu la împiedicat, însă să aspire chiar la domnie în anii care au premers Unirii.
Instrucția începută în țară, sub îndrumarea unui perceptor francez, Ion Bălăceanu și-a completat-o, în Franța, urmând cursurile liceului „Louis le Grand”, și apoi audiind prelegerile lui Jules Michelet și ale lui Edgar Quinet, în același Paris unde se aflau prin 1845, câteva sute de romani. N-a rămas străin de preocupările și idilele acestora. La începutul anului 1846, el intra în rândurile „Societății studenților romani de la Paris” (înființată în 1845), odată cu Ion Ghica, Costache Negri, Iancu Alecsandri, Nicolae Bălcescu, Dimitrie Bolintineanu ș.a.

## Cariera politică
Bălăceanu a revenit în țara împreună cu ceilalți tineri moldo-munteni aflați la studii în Franța, în perioada imediat premergătoare izbucnirii revoluției de la 1848. În desfășurarea revoluției muntene a fost implicat, însă rolul său pare să fi fost secundar. Adeziunea sa la programul acesteia dovedește totuși desprinderea, cel puțin temporară, a tânărului Bălăceanu, în vârsta atunci de numai 20 de ani, de condiția lui socială și de modul de gândire proprie clasei de care aparținea.
La numai trei săptămâni după declanșarea evenimentelor revoluționare se refugia împreună cu familia la Brașov, de frica holerei ce se abătuse asupra capitalei. Cert este că la 23 iulie, Ministerul de Interne al Tarii Românești emitea o circulară prin care anunța încetarea epidemiei în București. Între cei invitați să revină pentru a lua parte la „grelele și prețioasele începând lucrări pentru statornicia noilor instituții ale patriei”, se află și Bălăceanu. Dă repede curs apelului deoarece, la 3 august, Locotenența Domnească a Țării Românești îl numea în funcția de prefect de Muscel.
După sfârșitul revoluției în Țara Românească, Bălăceanu s-a refugiat în Transilvania. Deși tatăl sau, mare vornic, dobândea portofoliul Departamentului Dreptății în noul guvern provizoriu „compus din boieri”, numele fiului sau a fost cuprins în acea listă neagră comunicată de sultan autorităților politice din Țara Românească, privind „exilarea capilor revoluției”. La 23 septembrie 1848, George Barițiu comunica fostului împuternicit al guvernului provizoriu muntean pe lângă Parlamentul de la Frankfurt, prof. Ion Maiorescu, prezența la Brașov a câtorva revoluționari fugiți din Țara Românească, în frunte cu doi dintre locotenenții domnești (Tell și Heliade), printre aceștia aflându-se și Ion Bălăceanu.
În 23 decembrie 1848 Bălăceanu se afla la Belgrad, împreună cu Nicolae Bălcescu, de unde cei doi intenționau să se îmbarce pentru Constantinopol, via Triest.
La începutul lui aprilie, Bălcescu își anunța plecarea spre Ungaria și Transilvania cu misiunea încredințată de Ion Ghica, dar predicată de Mazzini, de a înlesni reconcilierea româno-maghiară și de a forma o legiune revoluționară română care să lupte alături de forțele maghiare.
În mai, legăturile cu factorii de decizie ai revoluției maghiare fuseseră stabilite. Și dacă încercarea de formare a unei legiuni românești a eșuat, în schimb unii dintre patrioții munteni (dintre ei și Bălăceanu) și-au oferit serviciile generalului Iosif Bem, și s-au angajat în armata revoluționară maghiară.
A lăsat generațiilor viitoare memorii politice de o certă valoare istorică datorită contactului nemijlocit cu personalități marcante ale epocii, atât străine, cât și autohtone. În rândul lor se remarcă: Nicolae Bălcescu, Napoleon al III-lea, Al. I. Cuza, Ion Ghica, Mihail Kogălniceanu, Petre Carp. 

## Legături externe
- Un memorialist necunoscut: Ion Bălăceanu Arhivat în 27 august 2016, la Wayback Machine., Al. Săndulescu, România literară - anul 2003, numărul 29